# Ak Koyunlu
Gli Ak Koyunlu, o "Turcomanni della Pecora Bianca" erano una federazione tribale di origine oghuz che controllò l'odierno Azerbaigian, l'Anatolia orientale, l'Iraq settentrionale e l'Iran occidentale tra 1378 e 1508.

## Storia
Le tribù che fondarono lo Stato di Aq Qoyunlu erano imparentate con le tribù Qara Qoyunlu. Le tribù che formavano gli Aq Qoyunlu erano tribù turche di lingua azera
Secondo le cronache dell'Impero bizantino, gli Ak Koyunlu erano presenti in Anatolia a partire dal 1340, e la maggior parte dei regnanti sposò principesse bizantine, incluso il capostipite della dinastia, Kara Osman.
Questa popolazione acquisì ufficialmente dei territori nel 1402, quando Tamerlano assegnò loro Diyar Bakr, nel sud-est della Turchia, ma a lungo furono ostacolati nella loro espansione dai Kara Koyunlu o "Turcomanni della Pecora Nera". Tutto questo cambiò col regno di Uzun Hasan, che sconfisse nel 1467 Jihan Shah, beg della popolazione rivale.
Dopo la vittoria sul signore Timuride Abu Sai'd vennero conquistati Baghdad e alcuni territori sul Golfo Persico, e Uzun Hasan si spinse verso est all'interno dell'Iran fino a Khorasan. In questo periodo, tuttavia, l'Impero ottomano cominciò a dirigere la propria attenzione verso est, costituendo una grande minaccia per i Turcomanni, che strinsero un'alleanza con i Karamanidi dell'Anatolia centrale.
Jihan Shah aveva richiesto aiuto fin dal 1464 ad uno dei più determinati nemici degli Ottomani, la Repubblica di Venezia, ma nonostante le promesse di questi i rinforzi non arrivarono mai e i Turcomanni furono sconfitti a Tercat nel 1473, anche se non furono distrutti.
Yakub, che governò dal 1478 al 1490, prolungò la vita della dinastia, ma in seguito alla sua morte questa fu distrutta dalle lotte interne e cessò di essere un pericolo per i vicini.

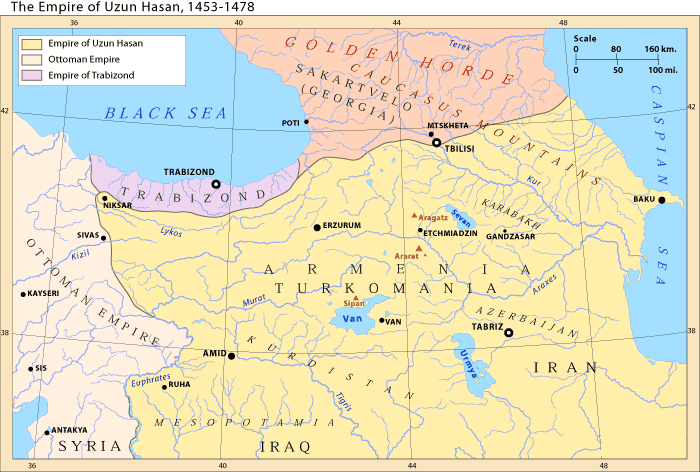
L'impero di Uzun Hasan

I Safavidi, di credo sciita, cominciarono a dubitare della fedeltà degli Ak Koyunlu, in prevalenza sunniti, e le due parti si scontrarono in battaglia a Nakhichevan nel 1501, e il capo safavide Ismail I costrinse i Turcomanni alla rotta.
Nella sua ritirata dai Safavidi, il comandante Ak Koyunlu Alwand distrusse uno stato autonomo della stessa tribù a Mardin. Il fratello Murad, ultimo della dinastia, fu sconfitto dallo stesso Ismail I, e, nonostante si fosse rifugiato momentaneamente a Baghdad nel 1508, la ritirata del figlio a Diyar Bakr segnò la scomparsa degli Ak Koyunlu.

## Beg degli Ak Koyonlu
I sovrani Ak Koyonlu recavano il titolo turco di Beg, ossia "Signore".
- Kara Osman (c.a. 1340-1360)
- Qutlugh Fakhr al-Din (c.a. 1360-1389)
- Ahmad (1389-1403)
- Qara Yoluq 'Othman Fakhr ad-Din (1403-1435)
- 'Ali Jalal al-Din (1435-1438)
- Hamza Nur al-Din (1438-1444)
- Jahangir Mu'izz al-Din (1444-1457)
- Uzun Hasan (1457-1478)
- Sultan Khalil (1478)
- Ya'qub (1478-1490)
- Baysonqur	(1490-1493)
- Rustam (1493-1497)
- Ahmad Govde (1497)

Ak Koyonlu di Azerbaigian:
- Alwand Diyar Bakr (1497-1502)

Ak Koyonlu di Persia:
- Muhammad (1497-1500)
- Sultan Murad (1500-1508)

Ak Koyonlu di Diyarbakır:
- Zayn al-'Abidin (1504-1508)